# Monastère des Dames-de-l'Assomption de Saint-Dizier
Le monastère des Dames-de-l'Assomption de Saint-Dizier est un ancien couvent situé dans la commune de Saint-Dizier, dans le département de la Haute-Marne ; sa chapelle est inscrite aux Monuments historiques.

## Historique
Le site est dédié comme hôpital depuis le XIIe siècle, réutilisé dans la seconde moitié du XIXe siècle par les dames de l'Assomption qui achètent le terrain pour y construite un couvent servant de maison d'éducation pour jeunes filles. Les bâtiments datent de 1863 et pour la chapelle de 1866. C'est à la demande du maire de la ville, M. Robert-Dehault, que cette congrégation enseignante s'y installe en 1866. L’évêque de Langres, monseigneur Guérin, mère Marie-Eugénie (fondatrice de la congrégation), l’abbé Didelot et son clergé, ainsi qu'une immense foule assistent à la bénédiction de la première pierre. La première supérieure est mère Marie-Caroline et la rentrée s'effectue avec huit élèves. Il est utilisé comme hôpital militaire pendant la guerre de 1870, mais il est pillé par les troupes prussiennes. Le couvent est incendié dans la nuit du 20 mai 1901 et les religieuses sont obligées de partir à cause des lois anticléricales de la Troisième République. Le couvent est acheté par la ville en 1907 et ouvert de nouveau en 1911 pour être utilisé comme hôpital général. Quant aux religieuses, elles reviennent en 1954, mais sur un autre site. Le mobilier de sa chapelle désaffectée (orfèvrerie, chandeliers, petit mobilier) est vendu dans les années 1990 et celle-ci devient en 2004 la salle des archives, remplie de rayonnages. Cependant le maître-autel de marbre existe toujours et les fresques d'inspiration gothiques sont encore visibles, ainsi que le pavement. L'ancienne chapelle qui est classée a vu ses vitraux et sa toiture rénovés en 2001-2002.
La chapelle fait l’objet d’une inscription au titre des monuments historiques depuis le 2 mars 1981.
Les sept hectares du site vont être lotis (construction de neuf immeubles d'habitation, d'un immeuble de bureaux et lotissements pavillonnaires) prochainement.

## Images

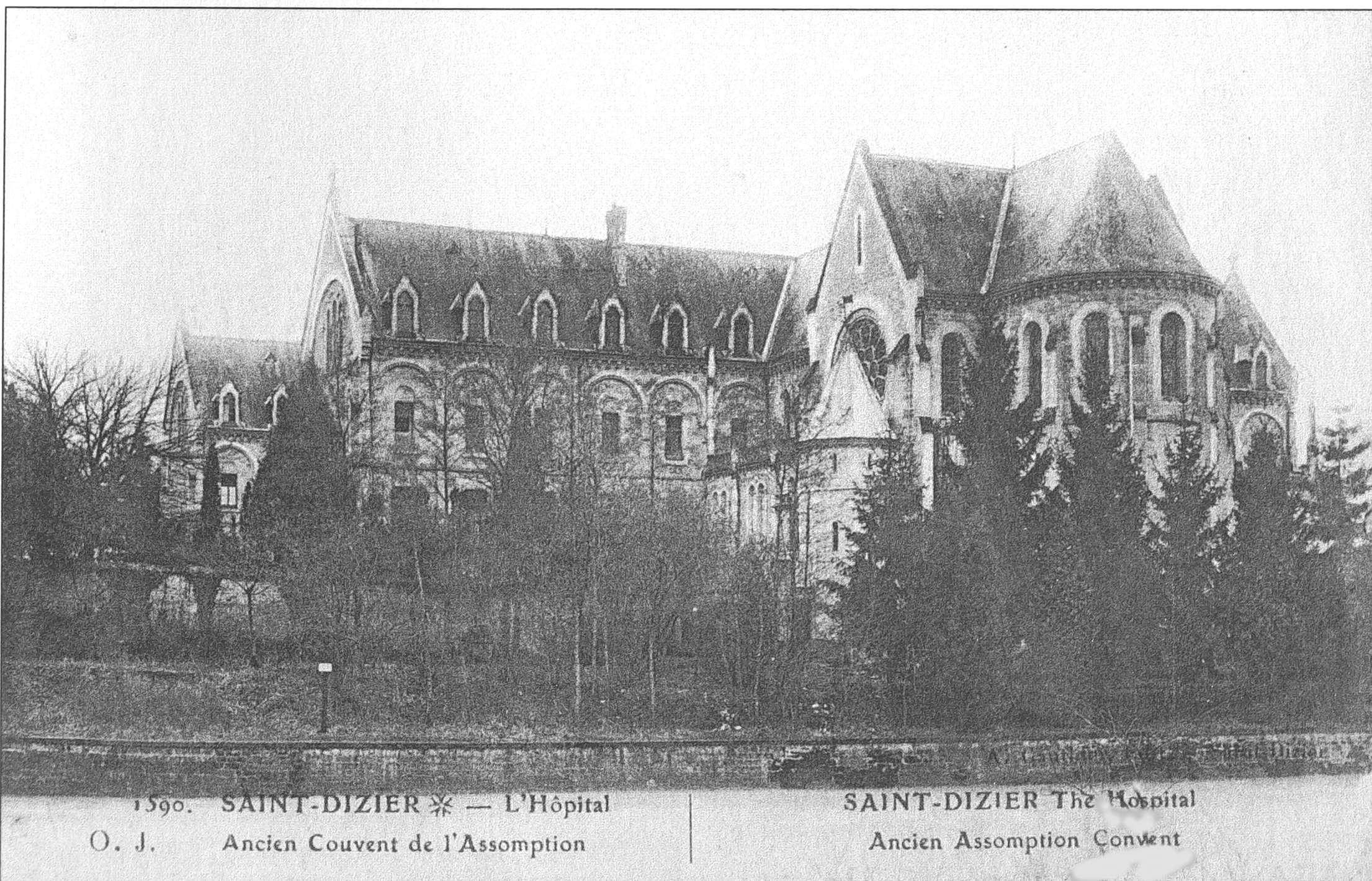
Carte postale du couvent,
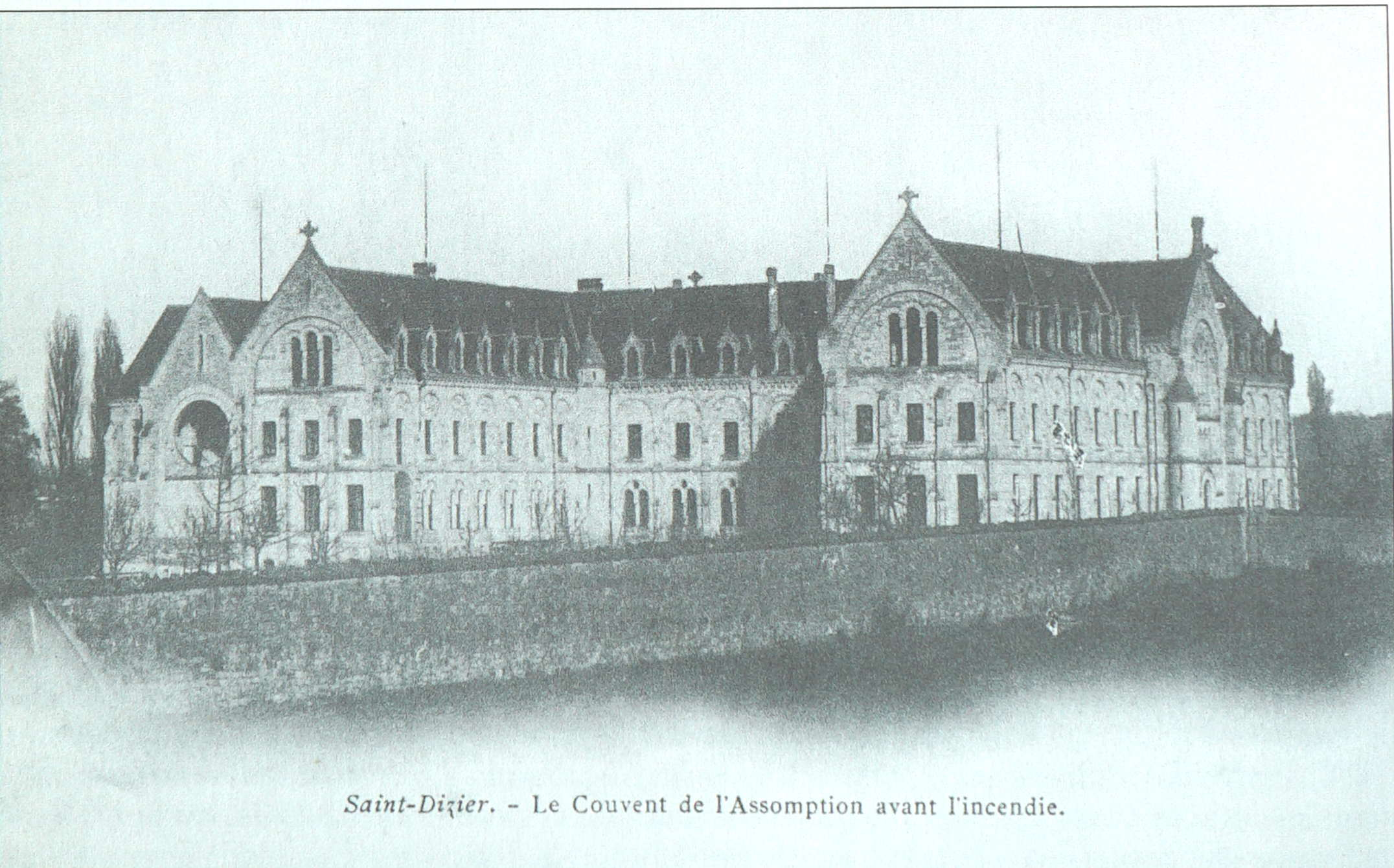
avant l'incendie,
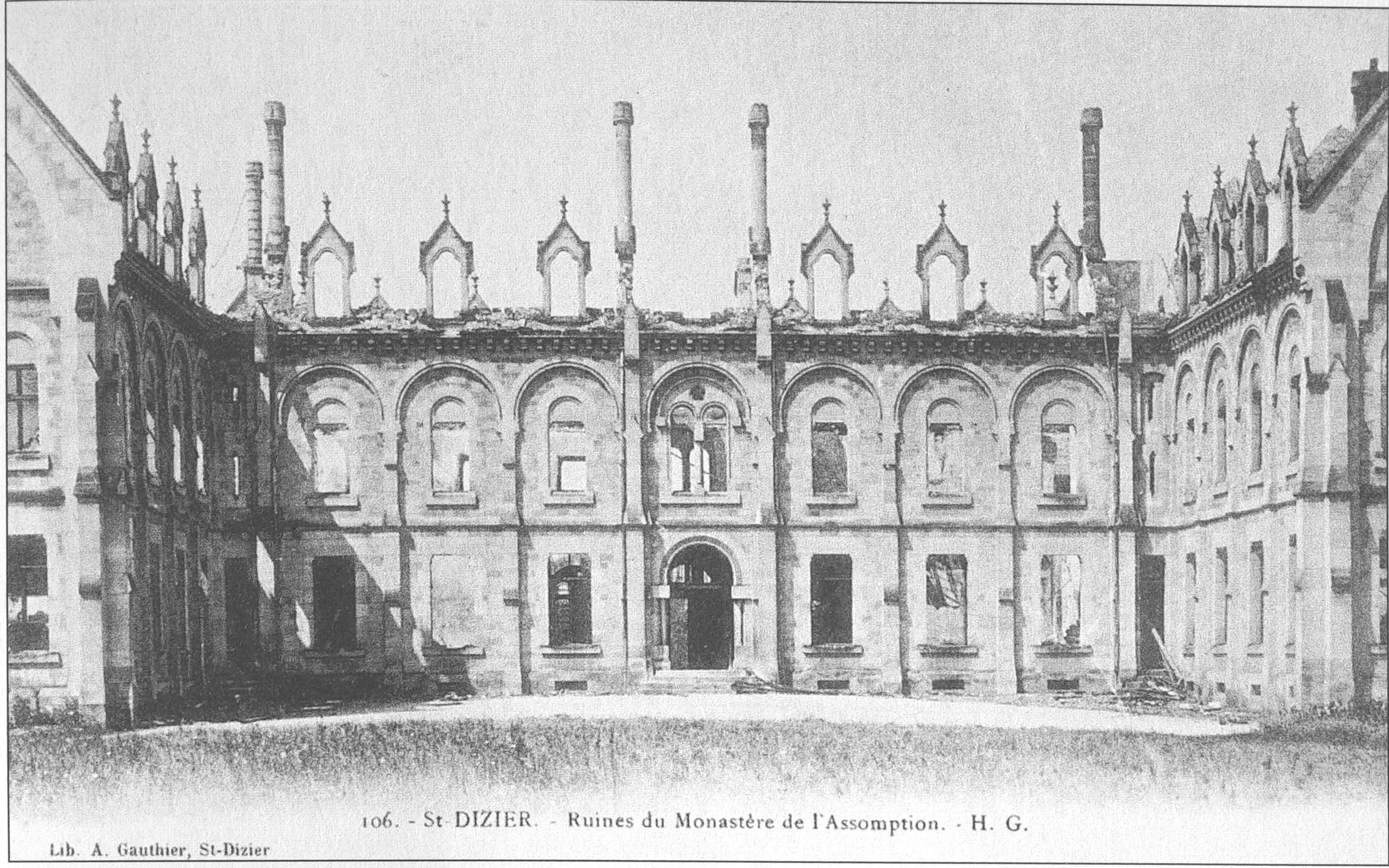
après l'incendie.